# 俄罗斯佛教

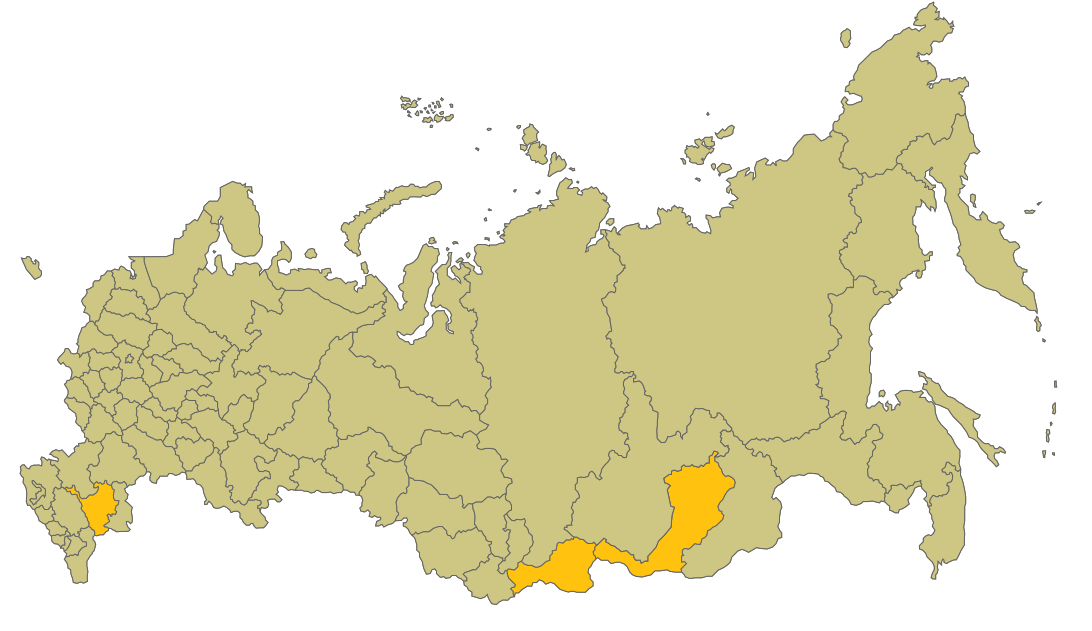
黃色區域是俄國佛教徒集中區。

俄罗斯佛教，佛教在十七世纪出现在俄罗斯。当时俄国扩张至西伯利亚与卡尔梅克人来到南俄，因此佛教也是俄国传统宗教。
俄羅斯佛教徒多数信奉是藏傳佛教，藏傳佛教是经喀尔喀与厄鲁特传入俄罗斯。现在信仰佛教的俄罗斯地区是布里亚特、外貝加尔边疆区、卡尔梅克共和国和图瓦共和国。卡尔梅克共和国是欧洲唯一信仰佛教的国家，在1887年有29间印经所与一些喇嘛廟。在十月革命后佛教被禁止，在1930年代，許多喇嘛被共產黨指為日軍间諜。
苏联瓦解后佛教再次復兴，藏傳佛教也是俄国远东居民的宗教，在圣彼得堡与莫斯科有少量信徒也有藏傳佛教寺廟。其他信徒多是中国、韓国、越南移民，1992年达賴喇嘛也首次访问俄国。

## 外部連結
- The Buddhist hordes of Kalmykia（页面存档备份，存于）, The Guardian September 19, 2006
- Buddhactivity Dharma Centres database
- Gusinoye Ozero, seat of imperial Russia's Buddhists（页面存档备份，存于）
- Buddhist Paintings in Buryatia（页面存档备份，存于）
- History of Tibetan Buddhism in Inner Asia in the 20th Century[永久]
- Buryats culture and traditions
- Pandito Khambo Lama Itigelov's Most Precious Body 10/9/05)（页面存档备份，存于）